# Vitray
Vitray korábbi község (település) Franciaországban, Allier megyében. 2017. január 1-jén Meaulne községgel egyesült és delegált községként Meaulne-Vitray új község része lett.
Lakosainak száma 134 fő (2018. január 1.). Vitray Braize, Le Brethon, Meaulne, Saint-Bonnet-Tronçais és Urçay községekkel határos.

## Népesség
A település népessége az elmúlt években az alábbi módon változott:
| Lakosok száma | 194  | 149  | 137  | 133  | 130  | 110  | 103  | 109  | 124  | 134  |
|               | 1968 | 1975 | 1982 | 1990 | 1999 | 2011 | 2013 | 2015 | 2017 | 2018 |